# Kabinett Clemenceau I

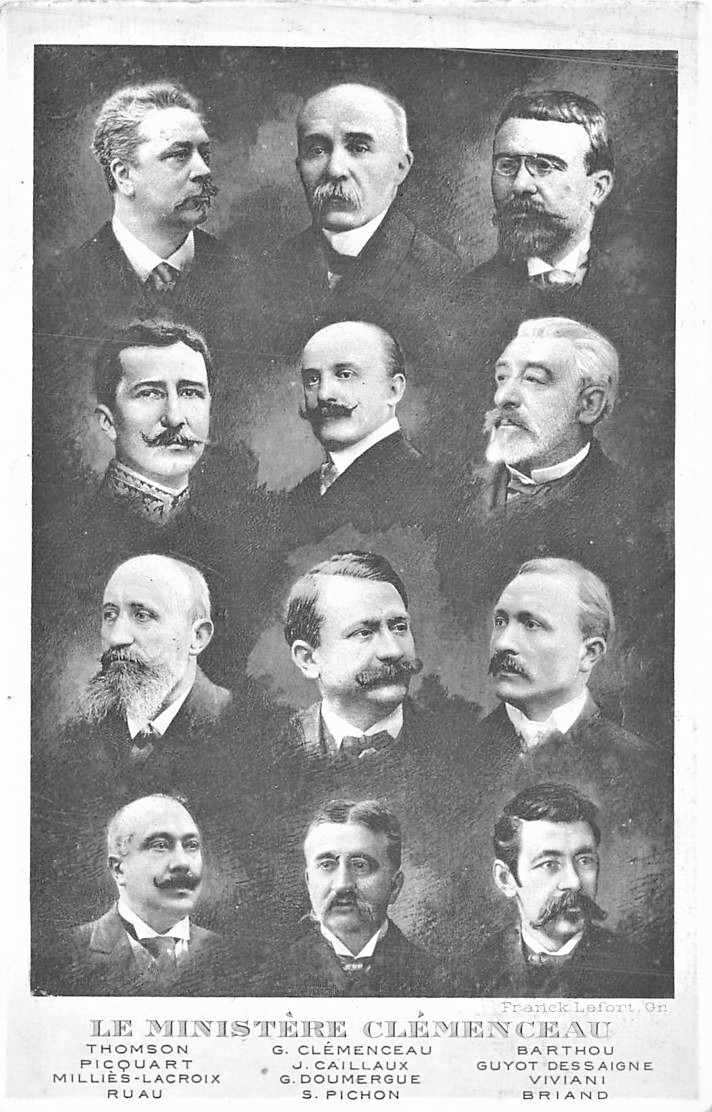
Kabinett Clemenceau, Postkarte 1906

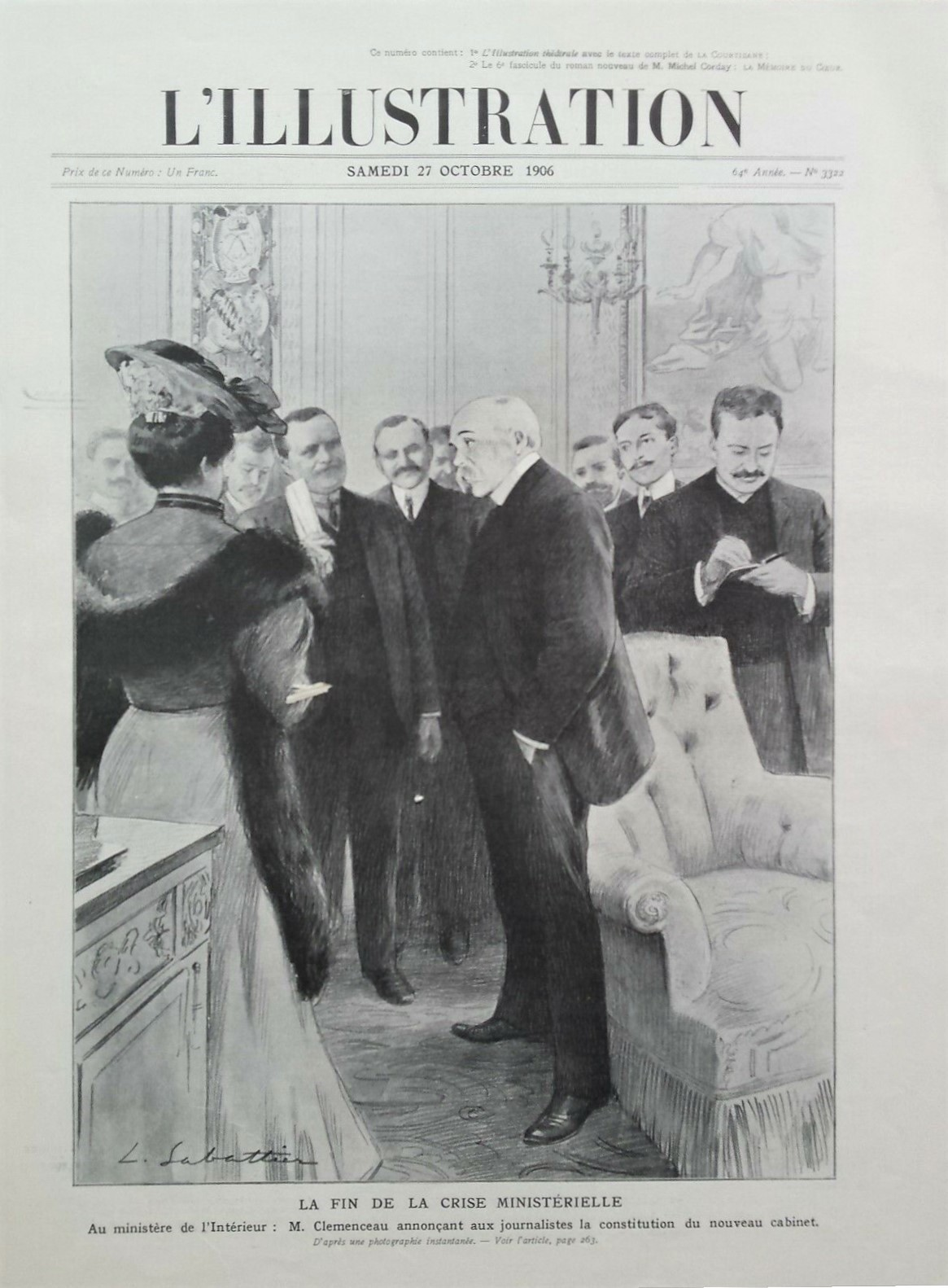
L’Illustration (27 octobre 1906) - Das Ende der Kabinettskrise

Das erste Kabinett Clemenceau war eine Regierung der Dritten Französischen Republik. Es wurde am 25. Oktober 1906 von Premierminister (Président du Conseil) Georges Clemenceau gebildet und löste das Kabinett Sarrien ab. Es blieb bis zum 20. Juli 1909 im Amt und wurde vom Kabinett Briand I abgelöst.
Dem Kabinett gehörten Minister folgender Parteien und Gruppen an: Radicaux indépendants (RI), Parti républicain, radical et radical-socialiste (PRRRS), Socialistes indépendants (SI) und Alliance républicaine démocratique (ARD).

## Kabinett
Dem Kabinett gehörten folgende Minister an:
- Premierminister: Georges Clemenceau (RI)
- Minister des Inneren: Georges Clemenceau
- Außenminister: Stéphen Pichon (PRRRS)
- Kriegsminister: Marie-Georges Picquart
- Finanzen: Joseph Caillaux (ARD)
- Minister für Arbeit und Sozialfürsorge: René Viviani (SI)
- Justizminister und Religion[1]: Edmond Guyot-Dessaigne[2] (PRRRS)
  - ab 4. Januar 1908: Aristide Briand (SI)
- Minister für Marine: Gaston Thomson (ARD)
  - ab 23. Oktober 1908: Alfred Picard
- Minister für öffentlichen Unterricht, Kunst und Religion[3]: Aristide Briand
  - ab 4. Januar 1908: Gaston Doumergue (PRRRS)
- Landwirtschaftsminister: Joseph Ruau (PRRRS)
- Minister für die Kolonien: Raphaël Milliès-Lacroix[4] (PRRRS)
- Minister für öffentliche Arbeiten, Post und Telegraphie: Louis Barthou (ARD)
- Minister für Handel und Industrie: Gaston Doumergue
  - ab 4. Januar 1908: Jean Cruppi (PRRRS)

### Unterstaatssekretäre
Dem Kabinett gehörten folgende Sous-secrétaires d’État an:
- Innenministerium und Ratspräsidentschaft: Albert Sarraut (PRRRS)
  - ab 20. Juli 1907: Adolphe Maujan[5] (PRRRS)
- Schöne Künste: Étienne Dujardin-Beaumetz (RI)
- Kriegsministerium: Henry Chéron (PRRRS)
- Post- und Telegraphie: Julien Simyan[6] (PRRRS)

## Historische Einordnung

### Innenpolitik
Clemenceau löste das von seinem Vorgänger Sarrien erstmals geschaffene Arbeitsministerium aus dem Ministerium für Handel und Industrie heraus und gab ihm dadurch ein besonderes Gewicht. Mit Marie-Georges Picquart vertraute er das Kriegsministerium einem Mann an, der im Zentrum der Dreyfus-Affäre gestanden hatte.
Das Kabinett brachte das Gesetz vom 5. April 1910 auf den Weg, das die Renten der Arbeiter und Bauern sichern sollte. Nachdem das Gesetz zur Trennung von Kirche und Staat zu Beginn des Jahres 1906 in Kraft getreten war, fiel die Umsetzung in die Amtszeit Clemenceaus. Am 13. April 1908 wurden die Kirchen in das Eigentum der Gemeinden überführt; im Gegenzug dazu wurden die kirchlichen Angestellten in die Rentenkassen übernommen.
Finanzminister Caillaux brachte im Februar 1907 den Vorschlag ein, einige der direkten Steuern (darunter „les quatres vieilles“) durch eine gestaffelte Einkommensteuer zu ersetzen. Die Steuer sollte 3 % auf Arbeitseinkommen, 3,5 % auf Einkommen aus Kapital und Arbeit und 4 % auf Kapitaleinkommen betragen. Für Einkommen über 5.000 Francs war eine progressive Steuer vorgesehen. Die Sozialisten unterstützten den Vorschlag, er scheiterte aber 1909 am Senat.
Am 28. März 1907 wurde die Versammlungsfreiheit per Gesetz bestätigt und dahingehend erweitert, dass auch religiöse Veranstaltungen diese Freiheit genossen. Das Gesetz vom 13. Juli 1907 erlaubte Frauen, selbst über ihren Lohn zu verfügen.
Das Ribot-Gesetz vom 10. April 1908 war ein wesentlicher Schritt beim sozialen Wohnungsbau. Am 12. Juli wurde das Gesetz über die Unpfändbarkeit von Familiengütern verabschiedet. Im Zuge einer Debatte um die Neuordnung der Marine setzte sich der Abgeordnete Théophile Delcassé gegen Clemenceau durch und dieser trat daraufhin zurück.

### Außenpolitik
Im März 1907 wurde in Marokko mit Dr. Émile Mauchamp ein französischer Arzt ermordet. Französische Strafaktionen unter General Lyautey folgten, unter anderem wurde am 7. August 1907 Casablanca bombardiert. Die Kampagne und die darauf folgenden Auseinandersetzungen führten zu einem Zerwürfnis mit dem Deutschen Reich, das darauf bestand, dass das Abkommen von Algeciras einzuhalten sei. Frankreich setzte jedoch letztendlich Mulai Abd al-Hafiz als neuen Sultan durch.
Mit dem englisch-russischen Übereinkommen vom 31. August 1907 wurde die Triple-Entente vollendet.

### Streikbewegungen

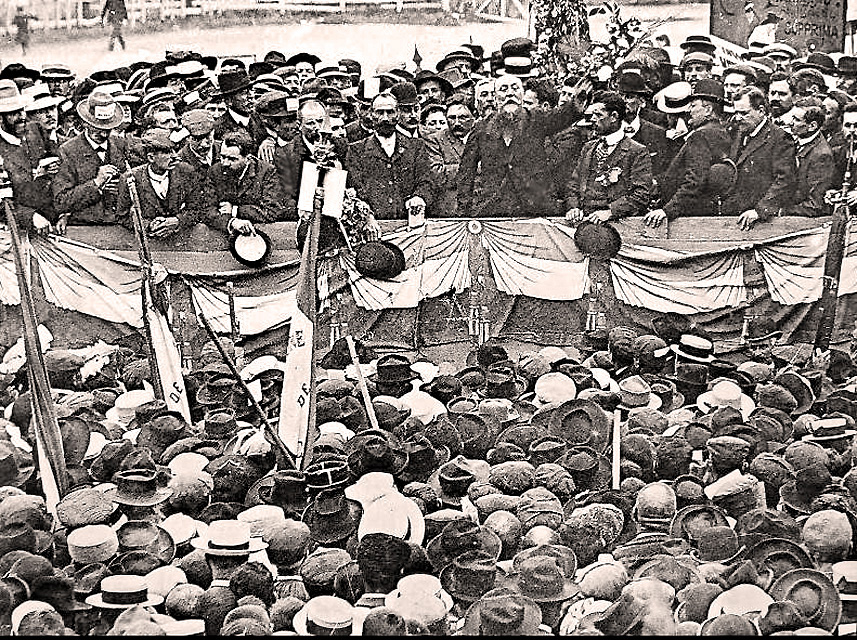
Die Anführer der Revolte, Ernest Ferroul und Marcelin Albert bei einer Versammlung

Am 1. April 1907 begann in Südfrankreich ein Protest der Weinbauern, der sich schnell ausweitete. Die Regierung setzte Militär ein, das sich jedoch weigerte, auf die Weinbauern zu schießen. Die Bewegung ebbte ab, nachdem den Weinbauern finanzielle Zugeständnisse gemacht worden waren.
Im Mai 2008 streikten die Steinbrucharbeiter von Draveil und Villeneuve-Saint-Georges. Der Streik führte zu einer Auseinandersetzung der Regierung mit der Gewerkschaft CGT, deren Anführer verhaftet wurden.
Der Generalstreik der Postbeamten vom März 1909 löste eine Debatte über das Streikrecht von Beamten aus. Clemenceau setzte sich mit seiner Ansicht, Staatsbediensteten solle kein Streikrecht zustehen, bei einer Abstimmung in der Kammer deutlich gegen seinen Gegenpart Jean Jaurès durch. Clemenceaus hartes Auftreten im Poststreik – 800 Streikende wurden entlassen – war aber erfolglos. Die Entlassenen wurden von der Nachfolgeregierung Briand weitgehend wieder eingestellt.

### Sonstiges
Am 4. Juni 1908 wurde die Asche Émile Zolas in das Panthéon überführt. Am 5. November 1906 wurde Marie Curie als erste Frau an den Lehrstuhl für Physik an der Sorbonne berufen. Am 18. April 1909 wurde Jeanne d’Arc von Papst Pius X. Seligsprechung seliggesprochen.